# Chlistov
Obec Chlistov (do roku 1999 Chlístov, německy Chlistau, v letech 1935–1945 Klistau) se nachází v okrese Klatovy, kraj Plzeňský. Žije zde 136 obyvatel.

## Historie
První písemná zmínka o obci pochází z roku 1352. Od 1. července 1985 do 23. listopadu 1990 byla obec součástí města Klatovy.

## Pamětihodnosti
- Kostel Povýšení svatého Kříže
- Židovský hřbitov založený roku 1869, kulturní památka České republiky[5]
- Památkově chráněné stavení čp. 38 – jeden z bývalých židovských domů
- Křížek na jižním okraji Chlistova

## Rodáci
- Mons. Joseph Maria Koudelka (1852–1921), biskup diecéze superiorské
- Václav František Suk (1883–1934), středoškolský profesor, spisovatel a kritik v oboru dětské literatury